# Charles Paquet
Charles Paquet (12 de julio de 1997) es un deportista canadiense que compite en triatlón. Ganó una medalla en los Juegos Panamericanos de 2019, y cuatro medallas en el Campeonato Panamericano de Triatlón entre los años 2017 y 2022.

## Palmarés internacional
| Juegos Panamericanos    | Juegos Panamericanos        | Juegos Panamericanos | Juegos Panamericanos |
| Año                     | Lugar                       | Medalla              | Prueba               |
| ----------------------- | --------------------------- | -------------------- | -------------------- |
| 2019                    | Lima (Perú)                 | Medalla de plata     | Relevo mixto         |
| Campeonato Panamericano |                             |                      |                      |
| Año                     | Lugar                       | Medalla              | Prueba               |
| 2017                    | Sarasota (Estados Unidos)   | Medalla de oro       | Relevo mixto         |
| 2021                    | St. George (Estados Unidos) | Medalla de plata     | Individual           |
| 2022                    | Montevideo (Uruguay)        | Medalla de plata     | Relevo mixto         |
| 2022                    | Montevideo (Uruguay)        | Medalla de bronce    | Individual           |